# Warspear Online
Warspear Online (litt. La Guerre des lances en français) est un MMORPG gratuit. Il est sorti en Russie le 12 juin 2008.

## Système de jeu
Le multijoueur est l'unique mode de jeu présent. Le monde fictif dans lequel se retrouve le joueur est composé de quatre clans: Firstborn, Chosen, Mountain Clans et Forsaken. Le joueur peut incarner jusqu'à 12 types de guerriers différents (3 pour chaque clan), laissant un large choix (Combattants, archers, druides, shamans, etc.). Dans tous les clans, on retrouve des genres de jeu différents, certains seront résistants, d'autres feront des dégâts par seconde, d'autres soigneront… Les particularités du héros se modifient grâce aux objets achetés, ou l'on peut augmenter son armure, sa résistance magique, sa vie, ses chances de coups critique, d'esquives, sa régénération de vie, sa magie, sa vitesse d'attaque, sa pénétration magique, etc.
Les niveaux vont de 1 à 26 (en mai 2016) et chaque personnage débloque des points d'habileté en montant de niveau
(tous les niveaux pairs et 2 points sont obtenus au niveau 20). Au niveau 18, 5 nouveaux sorts sont disponibles pour chaque classe("expert skills").
Les guildes ont été ajoutées en juin 2013, leur niveau d'évolution va de 1 à 8 et permet d'avoir accès à des bonus de guilde ainsi qu'a un coffre de guilde. Leur évolution leur permet de rassembler plus de joueurs (de 15 à 80 au niveau 8) et d'avoir accès à des compétences de guilde actives (bonus en expérience pour une heure par exemple) ou passives (défense renforcée).

## Clans
Chaque clan possède 3 classes selon le schéma suivant: un guerrier, un soigneur et un mage et chacun possède une compétence de dégâts supplémentaires.
Les factions sont alliées par deux, Firstborn et Chosen (appelés couramment elfs) ainsi que Mountain Clans et Forsaken (appelés couramment mc).

### Firstborn
Les habitants sont semblables à des elfes. Le clan regroupe des Blade Dancers, des Rangers, et des Druides:
- Blade Dancer : Guerrier corps à corps tenant une épée dans chaque main. Possède un rôle de semi-tank.
- Ranger : Archer portant un arc ou une arbalète. Ses sorts lui permettent d'infliger des dégâts importants et de bloquer des ennemis.
- Druid : "Guérisseurs", ils sont fragiles et ont une attaque de base pauvre. Particularité : gros soin sur la durée.

### Chosen
• Paladin : Guerrier corps à corps pouvant porter une hache à deux mains ou une hache à une main et un bouclier. Particularité: très résistants et sorts de zone.
• Mage : Sorcier puissant, fragile mais qui fait d'importants dégâts. Ses sorts lui permettent d'infliger de gros dégâts et il possède un sort de téléportation sur une courte distance.
• Priest : "Prêtre". Particularité : soin instantané et bouclier temporaire.

### Mountain Clans
- Barbarian : Guerrier résistant qui porte une épée à deux mains ou une hache, il possède des compétences de provocation et de charge.
- Rogue : Assassin pouvant porter des dagues ou des épées.Particularité : fait d'importants dégâts au corps à corps et peut se rendre invisible.
- Shaman : Mage de soutien. Particularité: gros soins sur la durée et immobilisation de zone.

### Forsaken
• Deathknight : « Chevalier de la mort » Guerrier solide pouvant porter un bouclier et possédant des compétences de provocation.
• Warlock : Mage noir fragile. Particularité: immobilisation de zone et importants dégâts.
• Necromancer : "Nécromancier",Particularité: soin instantané et bouclier temporaire.

## Territoires
Il existe sept îles sur lesquelles le joueur peut évoluer, les niveaux cités correspondent aux quêtes « jaunes », c'est-à-dire celles qui concernent le scénario.
• Melvendil, l'île des Firstborn (niveaux 1-12)
• Langasard, l'île des Chosen (niveaux 1-12)
• Godgorrath, l'île des Mountain Clans (niveaux 1-12)
• Moraktar, l'île des Forsaken (niveaux 1-12)
• Irselnort (niveaux 12-20). C'est l'île principale du jeu, qui contient les 2 alliances. Contrairement aux îles précédentes, il peut donc y avoir du PvP n'importe où et certaines quêtes nécessitent de s'infiltrer en territoire ennemi.
• Nortlant Swamps (niveaux 14 -20). Une île marécageuse parsemée de téleporteurs.
• Ayvondil (niveaux 20 et plus). L'île d'une forêt sombre et mystérieuse.
Durant certaines périodes telles que Halloween ou noël, une île temporaire peut apparaître pour offrir des quêtes inédites et festives (Horror Circus, Snow Boundaries)

## Serveurs
Il existe sept serveurs disponibles :
- EU-Emerald : Serveur Européen
- RU-Amber : Serveur Russe
- US-Sapphire : Serveur Américain
- BR-Tourmaline : serveur Brésilien
- RU-Ruby : Serveur Russe
- RU-Topaz : Serveur Russe
- SEA-Pearl

Les joueurs qui utilisent deux plates-formes différentes se retrouveront sur les mêmes serveurs, quelqu'un qui se connecte à partir d'un ordinateur peut donc rencontrer une personne connectée à partir d'un téléphone portable.